# 彼得·格里爾的賢者時間
《彼得·格里爾與賢者時間》是由檜山大輔創作的日本漫畫作品。本作於2017年10月號至2024年4月號在雙葉社旗下的雜誌《月刊Action》上連載。由於雜誌停刊，改為在《web Action》於2024年4月至8月連載。2018年1月，本作首本單行本發售。
2019年9月，官方在《月刊Action》上宣佈本作電視動畫化的消息。於2020年7月開始播映。2022年10月將播放動畫第二季。

## 故事簡介
人類男主角的彼得·格里爾在武鬥祭上勝出，並贏取了「地上最強的男人」這一稱號。當彼得以為自己與戀人露薇莉亞的婚事能得到認可之際，各種各樣的異種族女性們卻看上了他的「種子」，並以獲得地上最強遺傳因子為目標而蠢蠢欲動。

## 登場人物

### 主要角色
彼得·格里爾（聲：下野紘）
人類。在絢爛武鬥祭上勝出後獲得「地上最強的男人」這一稱號。夢想是與露薇莉亞結婚。雖然肉體很強壯，但精神層面卻很脆弱。
露薇莉亞·桑克圖斯（聲：二之宮唯）
人類。彼得的結婚對象（暫）。在父親的影響下，性知識十分貧乏。認為孩子是鸛（送子鳥）將之搬運到白菜田而誕生的。
莉莎·阿爾帕卡斯（聲：山村響）
鬼人族。米米的姐姐。為人精伶，身材比妹妹火辣，為了鬼人族的榮耀爭奪彼得的“種子”而經常搞些小心思。
實際身分為鬼人之國歐格斯坦的第一公主。
米米·阿爾帕卡斯（聲：竹達彩奈）
鬼人族。莉莎的妹妹。頭腦單純。想利用自己身為後輩的立場奪下彼得的“種子”。
實際身分為鬼人之國歐格斯坦的第二公主。
薇甘·艾德里耶爾（聲：上原明里）
精靈族。芙爾塔莉亞的姐姐，“自稱”是精靈族的親善大使，打算威脅彼得從而拿下他的「種子」。
碧格麗特·潘切塔（聲：千本木彩花）
獸人族。樣貌在獸人眼中不堪入目，卻在人類眼裡可愛到不行，經常以其豐盈的身姿捉弄彼得。
哥布子·索基艾爾（聲：佐佐木未來）
哥布林族。自幼被遺棄後與彼得和露西一起生活，在一場哥布林狩獵中與彼得分散。之後被哥布林女王接納與同族生活，並成為「地獄三連星」的首領。與彼得重逢後恢復與人類一起生活的記憶。
非常重視家人，會將彼得的後宮成員也視為家人。
芙爾塔莉亞·艾德里耶爾（聲：優木加奈）
精靈族。薇甘的妹妹，身材比姐姐火辣。
米絲莉姆·娜札蘭（聲：井澤詩織）
32歲的矮人發明家，實際上是尼特族。

### 人類
提姆·羅賓森（聲：淺水健太朗）
彼得的朋友，本作中擔任類似解說旁白的角色。
阿爾巴托洛斯·桑克圖斯（聲：菅生隆之）
露薇莉亞的父親，也是亞格巴契戰士公會會長。非常痛恨搶走女兒的彼得，並想盡辦法要拆散兩人，因此千方百計把其他女性推給彼得，造成彼得後宮如雲的罪魁禍首。
約翰·古德曼（聲：成澤卓）
會長的助手，在亞格巴契戰士公會中較有理智。
米契·貝莉格莉姆（聲：太田彩華）
亞格巴契戰士公會的櫃檯小姐。重度的肌肉至上主義者，對安東尼奧一見鍾情，最後與其結為情侶。
露西·格里爾（聲：木下鈴奈）
彼得的妹妹。由於過去父親搞外遇拋棄了兄妹二人，因而十分反對一夫多妻。

### 其他種族
安東尼奧·斯巴達克斯（聲：三宅健太）
鬼人族。歐格斯坦戰士團之首。自幼便仰慕莉莎，為了戰勝莉莎並獲取其芳心而不斷修行。
一開始遇到身心受創的彼得時給予安慰，但得知彼德與莉莎的關係後憤怒地對其宣戰。落敗後拜彼得為師，但因還是處男而對女性沒有免疫力，還是敗於莉莎。最後與米契結為情侶。
恩加波波·烏波波塔瑪斯（聲：青柳みさと）
哥布林族。「地獄三連星」之一。
茲芭芭洛·達達多姆（聲：山口由規乃）
哥布林族。「地獄三連星」之一。

## 出版書籍
| 卷數 | 雙葉社         | 雙葉社                 |
| 卷數 | 發售日期       | ISBN                   |
| ---- | -------------- | ---------------------- |
| 1    | 2018年1月12日  | ISBN 978-4-575-85094-9 |
| 2    | 2018年7月12日  | ISBN 978-4-575-85183-0 |
| 3    | 2019年1月12日  | ISBN 978-4-575-85256-1 |
| 4    | 2019年7月12日  | ISBN 978-4-575-85330-8 |
| 5    | 2020年1月10日  | ISBN 978-4-575-85404-6 |
| 6    | 2020年6月12日  | ISBN 978-4-575-85458-9 |
| 7    | 2020年11月12日 | ISBN 978-4-575-85523-4 |
| 8    | 2021年5月12日  | ISBN 978-4-575-85578-4 |
| 9    | 2021年11月11日 | ISBN 978-4-575-85655-2 |
| 10   | 2022年5月12日  | ISBN 978-4-575-85716-0 |
| 11   | 2022年9月12日  | ISBN 978-4-575-85716-0 |
| 12   | 2023年3月9日   | ISBN 978-4-575-85820-4 |
| 13   | 2023年11月9日  | ISBN 978-4-575-85908-9 |
| 14   | 2024年4月11日  | ISBN 978-4-575-85959-1 |
| 15   | 2024年10月10日 | ISBN 978-4-575-86016-0 |

## 電視動畫

### 製作人員
|                            | 第1期                                | 第2期                                     |
| -------------------------- | ------------------------------------ | ----------------------------------------- |
| 原作                       | 檜山大輔                             | 檜山大輔                                  |
| 監督、 總作畫監督（第2期） | 辰美                                 | 辰美                                      |
| 系列構成、劇本             | 毛利のら                             | 毛利のら                                  |
| 人物設計                   | 石毛るい                             | かわらじまコウ                            |
| 美術監督                   | 宮前光春                             | 倉田憲一                                  |
| 色彩設計                   | 高木凜                               | キムミンソク                              |
| 攝影監督                   | 鶴舞萌人                             | 堀川和人                                  |
| 編輯                       | 新海コウキ                           | 柳圭介                                    |
| 音樂製作                   | 藍澤亮                               |                                           |
| 音響監督                   | 阿部信行                             | 阿部信行                                  |
| 音樂                       | MUSIC PLANET                         | shusei                                    |
| 製作人                     | 伊藤すみれ、石井正記、西山弘志       | 伊藤すみれ、石井正記、西山弘志            |
| 製作人                     | 永澤和弘、岩谷能宣、臼倉龍太郎       | 尾崎穂乃香、淺井克己 大友優衣子、大森慎司 |
| 動畫製作人                 |                                      | 本川耕平、岩谷能宣                        |
| 動畫製作                   | WolfsBane                            | WolfsBane                                 |
| 動畫製作                   | -                                    | Animation StudiO Seven                    |
| 製作                       | 「彼得·格里爾的賢者時間」 製作委員會 | 「彼得·格里爾的賢者時間SE」 製作委員會    |

### 主題曲
第一期
片頭曲
作詞：hotaru，作曲：Tom-H@ck，編曲：Tom-H@ck、KanadeYUK，主唱：二之宮唯
片尾曲
作詞：TOC，作曲：TOC、Br'z，編曲：Br'z，主唱：Hilcrhyme
插曲「Ti amo」
作詞、作曲、編曲：Shusei，小提琴：藤本美樹，主唱：雅絢慧
第二期
片頭曲
作詞、作曲、編曲：，主唱：ヰ世界情緒
片尾曲
作詞：TOC，作曲：TOC、Br'z，編曲：Br'z，主唱：Hilcrhyme

### 各话列表
| 話數   | 日文標題 | 中文標題                      | 劇本     | 分鏡               | 演出                                       | 作畫監督                         |
| 第1期  | 第1期    | 第1期                         | 第1期    | 第1期              | 第1期                                      | 第1期                            |
| ------ | -------- | ----------------------------- | -------- | ------------------ | ------------------------------------------ | -------------------------------- |
| 第1話  |          | 彼得·格里爾與鬼人族姐妹       |          | 辰美               | 辰美                                       | 山根、辻司、LAZZ、眠太、平山友理 |
| 第2話  |          | 彼得·格里爾與未來的岳父       | 作石敏幸 | 辰美               | 呀龍                                       |                                  |
| 第3話  |          | 彼得·格里爾與精靈的關係       | 吉川博明 | 小林壽德           | 竹內昭                                     |                                  |
| 第4話  |          | 彼得·格里爾與入浴的習俗       | 吉川博明 | 小林壽德           | 飯飼一幸                                   |                                  |
| 第5話  |          | 彼得·格里爾與獸人的相親       | 辰美     | 神原敏昭           | 呀龍                                       |                                  |
| 第6話  |          | 彼得·格里爾與獸人的覺醒       | 辰美     | 神原敏昭           | 呀龍                                       |                                  |
| 第7話  |          | 彼得·格里爾與因緣的戰鬥       | 辰美     | 木村寬             | 淺賀谷南海                                 |                                  |
| 第8話  |          | 彼得·格里爾與秘密的條約       | 辰美     | 作石敏幸           | 淺賀谷南海                                 |                                  |
| 第9話  |          | 彼得·格里爾與契約的將來       | 辰美     | 小林壽德           | 淺賀谷南海、竹內一將、菊地しゅんすけ、呀龍 |                                  |
| 第10話 |          | 彼得·格里爾與憤怒的百萬噸巨斧 | 吉川博明 | 友田政晴           | 石神井之助、ヘバラギ                       |                                  |
| 第11話 |          | 彼得·格里爾與決鬥的體悟       | 吉川博明 | 友田政晴、小林壽德 | 竹內昭、石神井之助                         |                                  |
| 第12話 |          | 彼得·格里爾與高喊愛的戰鬼     | 辰美     | 神原敏昭、小林壽德 | 淺賀谷南海、呀龍                           |                                  |
| 第2期  |          |                               |          |                    |                                            |                                  |
| 第1話  |          | 彼得·格里爾與小鬼的默示錄     |          | 辰美               | 神原敏昭                                   | 沈茜、章雄                       |
| 第2話  |          | 彼得·格里爾與哥布林的報恩     | 香椎葉平 | 辰美               | 神原敏昭                                   | 沈茜、章雄                       |
| 第3話  |          | 彼得·格里爾與唯一的解決之道   |          | 辰美               | 辰美                                       | 沈茜、章雄                       |
| 第4話  |          | 彼得·格里爾與最強的妹妹       |          | 辰美               | 辰美                                       | 沈茜、章雄                       |
| 第5話  |          | 彼得·格里爾與家族的羈絆       |          | 辰美               | 辰美                                       | 沈茜、章雄                       |
| 第6話  |          | 彼得·格里爾與享受SPA渡假村    | 香椎葉平 | 吉川博明           | 吉川博明                                   | 田中淳次                         |
| 第7話  |          | 彼得·格里爾與墮落的名門       | 香椎葉平 | 吉川博明           | 小林壽德                                   | 章雄、沈茜、刘军                 |
| 第8話  |          | 彼得·格里爾與姊妹的爭執       | 香椎葉平 | 吉川博明           | 小林壽德                                   | 章雄、沈茜、刘军                 |
| 第9話  |          | 彼得·格里爾與謝罪的極致       | 香椎葉平 | 吉川博明           | 小林壽德                                   | 章雄、沈茜、刘军                 |
| 第10話 |          | 彼得·格里爾與矮人的盟約       |          | 辰美               | 神原敏昭                                   | 章雄、沈茜、刘军                 |
| 第11話 |          | 彼得·格里爾與絕對出不去的房間 | 吉川博明 | 田中淳次、水谷剛德 | 神原敏昭                                   |                                  |
| 第12話 |          | 彼得·格里爾與留給未來的遺產   | 辰美     | 小林壽德           | 田中淳次、水谷剛德、章雄、沈茜、刘军       |                                  |

### 播放電視台
| 播放日期               | 播放時間                | 播放電視台 | 播放地區 | 備註                                 |
| ---------------------- | ----------------------- | ---------- | -------- | ------------------------------------ |
| 2020年7月11日－9月26日 | 星期六 1時35分－1時50分 | TOKYO MX   | 東京都   |                                      |
| 2020年7月12日－9月27日 | 星期日 0時30分－0時45分 | AT-X       | 日本全國 | 超賢者ver.／CS放送／R+15指定／有重播 |
| 2020年7月14日－9月29日 | 星期二 0時30分－0時45分 | 栃木電視台 | 栃木縣   |                                      |

| 播放日期         | 播放時間                  | 播放電視台 | 播放地區 | 備註                                        |
| ---------------- | ------------------------- | ---------- | -------- | ------------------------------------------- |
| 2022年10月10日－ | 星期一 1時15分－1時30分   | TOKYO MX   | 東京都   |                                             |
| 2022年10月11日－ | 星期二 23時15分－23時30分 | AT-X       | 日本全國 | 超賢者ver.／CS放送／R15+指定／有重播        |
| 2022年10月12日－ | 星期三 0時45分－1時00分   | BS富士     | 日本全國 | 製作参加／BS／BS4K放送／『ANIME GUILD』節目 |

### 藍光&DVD
| 卷數  | 發售日期       | 收錄話數      | 規格編號  | 規格編號  |
| 卷數  | 發售日期       | 收錄話數      | 藍光版    | DVD版     |
| 第1期 | 第1期          | 第1期         | 第1期     | 第1期     |
| ----- | -------------- | ------------- | --------- | --------- |
| 1     | 2020年8月28日  | 第1話－第4話  | MP-BD0009 | MP-DV0006 |
| 2     | 2020年9月25日  | 第5話－第8話  | MP-BD0010 | MP-DV0007 |
| 3     | 2020年10月30日 | 第9話－第12話 | MP-BD0011 | MP-DV0008 |
| 第2期 |                |               |           |           |
| 1     | 2023年1月13日  | 第1話－第4話  | MP-BD0017 |           |
| 2     | 2023年2月10日  | 第5話－第8話  | MP-BD0018 |           |
| 3     | 2023年3月10日  | 第9話－第12話 | MP-BD0019 |           |

## 外部連結
- 電視動畫官方網站 （页面存档备份，存于）（日語）
- 電視動畫官方的X（前Twitter）（日語）